# Tinnitus Sanctus
Tinnitus Sanctus – ósmy album studyjny niemieckiego zespołu heavymetalowego Edguy wydany w roku 2008.
W wersji digipak do albumu dołączona została płyta CD z zapisem koncertu Edguy w Los Angeles w 2008 roku.

## Lista utworów

### CD 1
1. "Ministry of Saints" – 4:12
2. "Sex Fire Religion" – 5:55
3. "The Pride of Creation" – 5:08
4. "Nine Lives" – 4:16
5. "Wake Up Dreaming Black" – 4:09
6. "Dragonfly" – 5:38
7. "Thorn Without a Rose" – 5:10
8. "929" – 3:35
9. "Speedhoven" – 7:40
10. "Dead or Rock" – 4:57
11. "Aren't You a Little Pervert Too?" – 2:18

### CD 2
1. "Catch of the Century" – 5:14
2. "Sacrifice" – 8:24
3. "Babylon" – 7:29
4. "Lavatory Love Machine" – 4:42
5. "Tears of a Mandrake" – 7:42
6. "Vain Glory Opera" – 6:26
7. "Superheroes" – 3:24
8. "Fucking with Fire (Hair Force One)" – 4:37
9. "Avantasia" – 6:58
10. "King of Fools" – 5:25

## Wideografia
- "Ministry of Saints" – 2008

## Twórcy
- Tobias Sammet – śpiew
- Jens Ludwig – gitara elektryczna
- Dirk Sauer – gitara elektryczna
- Tobias Exxel – gitara basowa
- Felix Bohnke – instrumenty perkusyjne